# Paul Ray Ramsey
Paul Ray Ramsey (* 1963, auch bekannt als RamZPaul) ist ein US-amerikanischer politischer Vlogger und Redner.
Nach dem Besuch der High School studierte Ramsey an der Colorado State University in Fort Collins, Colorado. 
Die New York Times beschrieb Ramsey als „populäre Alt-Right-Internet-Persönlichkeit“ und Media Matters for America und The Forward bezeichnen ihn als „Weißen Nationalisten“. Der Basellandschaftlichen Zeitung zufolge gehört Ramsey zu den neun wichtigsten Repräsentanten der Alt-Right. Der Wirtschaftsjournalist Philipp Löpfe analysierte Ramseys Methode als den Versuch, Komik und Humor einzusetzen, um die rechtsradikale Botschaft zu vermitteln.
Ramsey trat als Redner bei Konferenzen auf, die von der rechtsradikalen Zeitschrift American Renaissance organisiert wurden. Zudem war er 2016 Redner bei einer Veranstaltung der Denkfabrik National Policy Institute, das von Richard B. Spencer geführt wird.